# 若瑟·阿布斯
若瑟·阿布斯（英語：Joseph Absi：1948年7月14日—），是敘利亞籍天主教宗主教和聖保祿傳教會會士。也是現任默基特希臘禮天主教會安提阿宗主教兼該教會之領袖。

## 生平
若瑟·阿布斯出生於1948年7月14日，在敘利亞首都大馬士革。於1973年5月6日由馬克西莫斯五世·哈基姆，在聖保祿傳教會晉鐸。曾在聖保祿學院教授哲學。曾在卡斯里克（Kaslik）聖神大學教授希臘文和音樂學，並擔任聖保祿傳教會總會長一職
2001年9月2日由額我略三世·拉罕晉牧，及獲任命為默基特希臘禮梅爾基塔禮塔爾索領銜總主教，在大馬士革安提約基雅宗主教區宗主教府服務。
在2017年6月21日由全體默基特希臘禮天主教會主教選出，並被教宗方濟各確認及任命為默基特希臘禮天主教會安提阿宗主教兼領袖。